# Salamander 2
Salamander 2 (沙罗曼蛇2, Saramanda Tsu) est un jeu vidéo de type shoot 'em up développé et édité par la société japonaise Konami en 1996 sur borne d'arcade Konami GX, uniquement au Japon. Le jeu est une suite directe de Salamander, dérivé de la série Gradius.
Le jeu vient de la série Gradius où il intègre des éléments graphiques en trois dimensions dans son univers en 2D. Il conserve tous les éléments caractéristiques de son prédécesseur : possibilité de jouer à deux simultanément, ennemis et boss similaire, et l'inclusion de niveaux à défilement verticaux.

## Rééditions
- 1996 : le 19 juin au Japon dans la compilation Salamander Deluxe Pack Plus sur Saturn, et le 6 juillet 1997 sur PlayStation ;
- 2007 : le 25 janvier au Japon dans la compilation Salamander Portable sur PlayStation Portable.
- 2025 : le 7 août au tout le monde dans la compilation Gradius Origins sur Xbox Series, PlayStation 5, Steam et Nintendo Switch.